# جغال خوية (جفال)
جغال خوية (بالفارسية: جغال خوایه) هي منطقة سكنية تقع في إيران في قسم جفال الريفي. يقدر عدد سكانها بـ 1,260 نسمة .